# Асахі (Наґано)
Аса́хі (яп. 朝日村, あさひむら, МФА: [asaçi muɾa]) — село в Японії, в повіті Хіґасі-Тікума префектури Наґано. Станом на 1 квітня 2009 площа села становила 70,63 км². Станом на 1 липня 2011 населення села становило 4706 осіб.
36°07′46″ пн. ш. 137°52′02″ сх. д. / 36.129305555556° пн. ш. 137.86719444444° сх. д.

## Історія
Район сучасної Наґави входив до давньої провінції Сінано. Більша частина території була частиною володінь князівства Мацумото, причому частина князівства належала князівству Такато в період Едо. Село Асахі було створене 1 квітня 1889 року шляхом встановлення сучасної муніципальної системи.

## Демографія
За даними японського перепису населення , населення Асахі залишалося відносно стабільним протягом останніх 50 років.

## Клімат
Село має клімат, що характеризується прохолодним вологим літом та холодною зимою з сильними снігопадами (класифікація Кьоппена за кліматом Dfa). Середньорічна температура в Асахі становить 9,1 ° C. Середньорічна кількість опадів становить 1453 мм, а вересень - найвологіший місяць. Температури найвищі в середньому в серпні, близько 22,4 ° C, а найнижчі в січні, близько -3,1 ° C.

## Освіта
У Асахі є одна державна початкова школа, а одна державна середня школа функціонує спільно між Асахі та сусіднім селом Ямаґата. У селі немає старшої школи.